# Batalla de San Juan (1625)
La batalla de San Juan (1625) fue una operación naval y anfibia para repeler el ataque de las Provincias Unidas a la isla de Puerto Rico por parte de las tropas españolas, dirigidas por el Capitán General de la isla, Juan de Haro y Sanvítores. Entre el 25 de septiembre y el 17 de octubre de 1625 una expedición de los rebeldes de las Provincias Unidas de los Países Bajos encabezados por el corsario holandés Boudewijn Hendricksz (Balduino Enrico) intenta capturar con la isla, sitiando San Juan durante varios meses dentro de la guerra de los Ochenta Años. Sin embargo, finalmente, resulta incapaz de capturar la fortaleza de la ciudad y ha de retirarse.

## Antecedentes
La Tregua de los doce años supuso que el reconocimiento de la República Holandesa por parte de España; sin embargo, como consecuencia de su fin, la República Holandesa comenzó a recibir el apoyo de Francia e Inglaterra al comienzo de la guerra de los Treinta Años. Con ello, los Estados Generales holandeses comenzaron una agresiva campaña de expansión comercial al Nuevo Mundo, sirviéndose de corsarios para atacar y saquear las flotas españolas y portuguesas.

## Batalla
El 24 de septiembre de 1625, 17 buques holandeses arribaron a San Juan de Puerto Rico. El gobernador de la isla era Juan de Haro y Sanvítores, que a pesar de ser un veterano Capitán General, llevaba tan sólo un mes en el puesto de gobernador. A la llegada de los buques holandeses, de Haro preparó la artillería del Castillo de San Felipe del Morro para cerrar la entrada de la Bahía de San Juan. Al mismo tiempo, envió a su predecesor, Juan de Vargas, a Boquerón acompañado de milicias para anular posibles desembarcos en el Escambrón.
A las 13:00 de la tarde del día siguiente, la flota completa de Enrico navegó hasta el puerto de San Juan. A pesar del fuego de los cañones de ambos bandos, la flota holandesa logró pasar El Morro perdiendo tan sólo cuatro marineros. Los bancos de arena de la costa, sin embargo, evitaron su inmediato desembarco en tierra. Este obstáculo permitió a los civiles españoles huir tierra adentro mientras de Haro comandaba a los escasos 330 soldados de los que disponía en El Morro.
El 26 de septiembre, Enrico desembarcó a 800 hombres y ocupó la ciudad, ya vacía. Tras montar cuartel en La Fortaleza, los holandeses ocuparon El Cañuelo y el puente de San Antonio, asediando así el Morro y aislándolo de suministro y refuerzos. Los holandeses reforzaron el asedio instalando cañones y cavando trincheras. Enrico exigió la rendición de Haro y del fuerte, en el nombre de los Estados Generales y de su Majestad el Príncipe de Oranje, bajo la amenaza de que no se salvarían "ni jóvenes ni viejos, ni mujeres ni niños". De Haro respondió con su contraoferta: "si me entregas los buques en los que vinisteis, os dejaré que uséis uno de ellos para volver". Tras la negativa española a rendirse, comenzó una batalla de cañones que duró 21 días.
Los milicianos puertorriqueños lograron recapturar el puente de San Antonio, mientras que las tropas del Capitán Andrés Botello retomaron control del Bayamón y quemaron El Cañuelo. Estas operaciones rompieron el efecto del asedio holandés al castillo. Para entonces las trincheras holandesas habían alcanzado las murallas del Morro; de Haro respondió con salidas de 80 hombres en tres turnos, con Juan de Amézqueta al comando de una de ellas el 5 de octubre.
Enrico exigió de nuevo la rendición española el 21 de octubre, bajo la amenaza de arrasar la ciudad. De Haro respondió "tenemos valor, madera, piedra para reconstruirla". Los holandeses procedieron a quemar la ciudad y sus 100 casas, así como el palacio del obispo Balbueno y los archivos. Amézqueta y Botello lideraron salidas desde El Morro y San Antonio respectivamente, expulsando a los holandeses de sus trincheras y forzándolos a retirarse a sus buques, poniendo fin al asedio holandés.

## Resultado
Los holandeses se retiraron definitivamente el 2 de noviembre, tras una contienda que dejó 400 muertos. 
Los españolas atacaron el asentamiento neerlandés de Tórtola, destruyéndolo.